# سون هدین

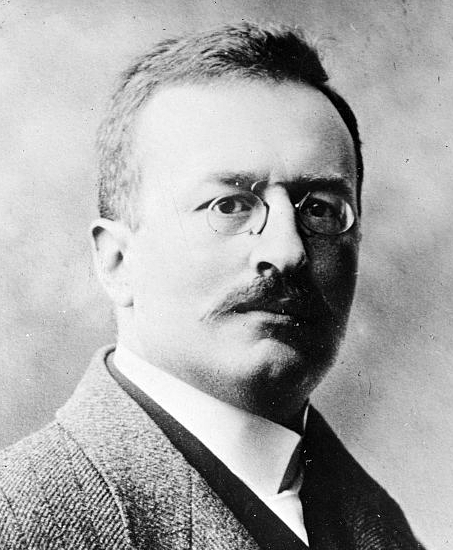
سون هدین

سون آندرس هدین  (به سوئدی: Sven Anders Hedin) (۱۹ فوریهٔ ۱۸۶۵ – ۲۶ نوامبر ۱۹۵۲) جغرافی‌دان، مکان‌نگار، عکاس، کاوشگر و سفرنامه نویس سوئدی بود.

## زندگی
سون هدین در ۱۹ فوریه سال ۱۸۶۵ در استکهلم به دنیا آمد. او از کودکی به جغرافیا علاقه نشان داد و ماجراهای کاشفان اواخر قرن ۱۹ را که به دنبال کشف نقاط ناشناخته بودند به دقت دنبال می‌کرد. در پانزده سالگی زمانی که به همراه خانواده و دیگر هموطنانش، بازگشت موفقیت‌آمیز نوردنسکیولد را پس از عبور از سرزمینهای شمالی جشن گرفته بودند، تصمیم گرفت به کشف سرزمینهای ناشناخته برود و در همین سن بود که مطالعه جغرافیا و خاطرات کاشفان را آغاز کرد و ترسیم نقشه‌های جغرافیایی را آموخت.
او در خلال سفر اکتشافی‌اش در آسیای میانه کوه‌های پامیر را کاوید، سرچشمهٔ رودهای برامپورا، سند و ستلج را یافت و دریاچه لوپ‌نور، ویرانه‌های شهرهای باستانی و مکان‌های باستانشناسی و دیوار چین را نیز در بیابان حوضه تاریم مورد بررسی قرارداد. نتیجهٔ بسیاری از کاوش‌های او پس از مرگش منتشر شد.
هدین به ایران و افغانستان هم سفر کرده‌بود. نخستین بار در ۱۸۸۶ میلادی پس از اقامتی در باکو از راه دریای مازندران رهسپار ایران شد، از کوه‌های البرز گذشت و به تهران رسید و سپس شهرهای اصفهان، شیراز و بوشهر را دید و از راه این بندر به بغداد رفت از راه بغداد به کرمانشاه آمده و باز به تهران بازگشت و از راه قفقاز راهی اروپاشد. یک سال پس از آن او سفرنامه‌اش را دربارهٔ این سفر منتشر کرد. در ۱۸۹۰ برای بار دوم به ایران سفر کرد و این بار در سمت کنسول دومی سفارت سوئد در ایران. در این سفر با شاه ایران هم دیدار کرد و نشان سرافیم را از سوی پادشاه سوئد بدو پیشکش کرد. وی در معیت ناصرالدین شاه به دیدن کوه دماوند رفت و خود به همراه چند تن دیگر از کوه بالا رفتند. آنگاه از راه شهرهای مشهد، عشق‌آباد، بخارا، سمرقند، تاشکند و کاشغر -یعنی جاده ابریشم تاریخی- به کرانه‌های خاوری بیابان تکله‌مکان رسید.
او مورد تقدیر بسیاری از سران جهان و چهره‌های سرشناس از جمله ناصرالدین شاه قاجار، نیکلای دوم، فرانتس یوزف یکم، جرج کرزن، ویلهلم دوم، امپراتور میجی، پاپ پیوس دهم، تئودور روزولت، پاول فون هیندنبورگ، چیانگ کای‌شک و آدولف هیتلر قرار گرفت.

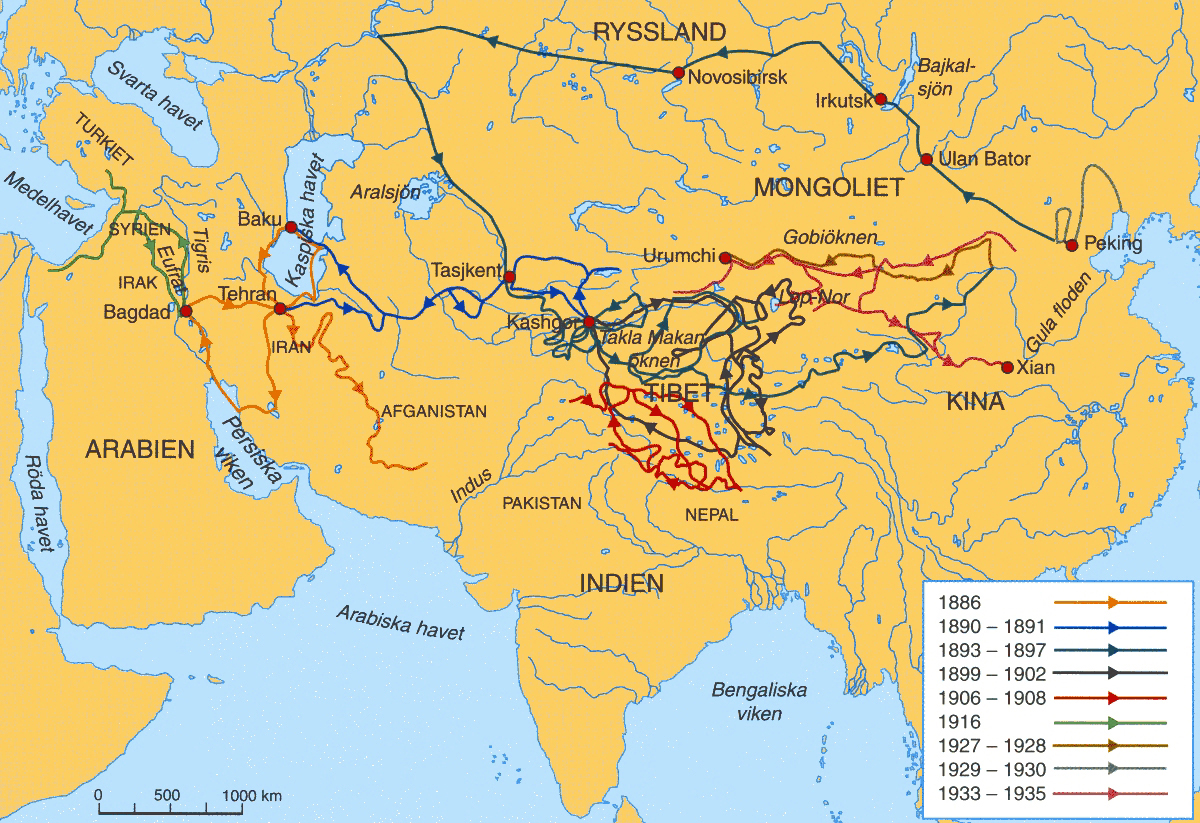
نقشهٔ سفرهای هدین

- «حتی یک دیدار سرپائی از نایبند، انسان را به مسافرت در تمام ایران تحریک می‌کند» این جمله، برگرفته از کتاب کویرهای ایران نوشته سون هدین یکی از بزرگترین کویرنوردان دنیا است. وی در بازدید از مدرسه دو منار در طبس، شیفتهٔ این معماری هوشمندانه شد. او عکس‌هایی از این مدرسه تهیه کرد که از آن به عنوان کهن‌ترین تصاویر این بنا می‌توان یاد کرد.[۲]

او در سال ۱۹۰۰ میلادی قصد عبور از کویر ریگ جن ایران را داشت که به علت باتلاقی بودن آن در آن برهه زمانی از این تصمیم منصرف شد. او بعدها در کتاب «کویرهای ایران» از کویر ریگ جن نام می‌برد.

## سفر به ایران

### اولین سفر
هدین در ماه مه سال ۱۸۸۵ از مدرسه بسکوسکای استکهلم فارغ‌التحصیل شد. در همان ایام از او دعوت شد جهت آموزش پسربچه‌ای سوئدی که پدرش برای برادران نوبل (لودویگ و روبرت) کار می‌کرد، به باکو برود. سفر در ماه اوت و از طریقِ هلسینکی و سن پترزبورگ آغاز شد. با قطار تا ولادی‌قفقاز و سپس با اسب تا تفلیس و از آن‌جا هم باقی‌مانده مسیر تا باکو از حاشیه دریای خزر.
هدین در باکو شروع به یادگیری زبان‌های آسیایی کرد. او که در مدرسه زبان‌های آلمانی و انگلیسی را آموخته بود، شروع به یادگیری زبان‌های فارسی و تاتاری کرد و در سال‌های بعد زبان‌های قرقیزی، مغولی و تبتی را یادگرفت و تا آنجا پیش رفت که حتی چینی را هم با کمی کمک گرفتن متوجه می‌شد.
هدین در سال‌هایی که در باکو بود به همراهِ دوست و معلم زبانش باکیخانوف برای سفر به ایران برنامه‌ریزی کرد. آن‌ها باکو را در سال ۱۸۸۶ با قایق به مقصد سواحل شمال غربی ایران ترک کرده، سپس با اسب از کوه‌های البرز گذشتند و به تهران رسیدند. در تهران با دندان‌پزشک سوئدی‌تبار دربار ایران، برتراند هی‌بنت ملاقات کردند و چهار شیشه مشروب سوئدی به او دادند و او برایشان معرفی‌نامه نوشت.
باکیخانوف در تهران بیمار شد و هدین به ناچار بقیه سفر را به تنهایی طی کرد. او به سمت جنوب، اصفهان و شیراز رفت و ۲۹ روز بعد از ترک تهران و پس از طی حدود ۵۰۰ کیلومتر، به بندر بوشهر در خلیج‌فارس رسید.
در این زمان هدین که هیچ پولی برایش نمانده بود به دنبال تاجر ثروتمند آقا محمدحسن گشت و برای او توضیح داد که او از سوئد می‌آید و هموطن شاه کارل دوازدهم است. از آن‌جا که کارل دوازدهم مدتی مهمان ترکها (عثمانی‌ها) بود، هدین هم جایگاه ویژه‌ای نزد آقا محمدحسن پیدا کرد و مدتی مهمانِ مخصوصِ او شد و حتی خرج سفری هم از او گرفت.
هدین بعدها به قسطنطنیه رسید و با کارل گوستاو رانگل روزنامه‌نگار سوئدی در خیابان ملاقات کرد و توضیح داد که مایل است کتابی راجع به سفرش به ایران بنویسد. رانگل معرفی‌نامه‌ای به ناشر کارل اتو بونیر نوشت. ناشر به طرح کتاب علاقه نشان داد و اولین کتاب هدین به نام «سفری به ایران، بین‌النهرین و قفقاز» در پاییز ۱۸۸۷ به چاپ رسید. این اولین اثر هدین جوان ۲۲ ساله بود. کتاب در ۳۸۰۰ نسخه به چاپ رسید و ناشرش آن را یک «موفقیت بسیار زیبا» توصیف کرده‌است.

### دومین سفر
هدین بعد از بازگشت از سفر در دانشگاه استکهلم در رشته جغرافیا و زمین‌شناسی مشغول تحصیل و در دسامبر ۱۸۸۸ فارغ‌التحصیل شد. در پاییز ۱۸۸۹ در دانشگاه فردریش ویلهلم در برلین که امروزه با نام دانشگاه هومبولت شناخته می‌شود، زیر نظر فردیناند فون ریشتهوفن که خودش سفری به چین انجام داده بود، به تحصیل در زمینه زمین‌شناسی ادامه داد.
در آوریل ۱۸۹۰ قرار بر این شد که یک گروه از طرف پادشاه سوئد عازم ایران شوند تا یکی از بلندمرتبه‌ترین نشان‌های دربار سوئد یعنی نشان سرافیم را تقدیم شاه ایران، ناصرالدین شاه قاجار بکنند.
هدین به خاطر توانایی‌اش در فهم زبان فارسی به عنوان مترجم همراه گروه سوئدی عازم ایران شد. بعد از پایان مأموریت، وقتی فرستادگان سوئدی برگشتند، هدین پیش آشنای قدیمش هیبنت ماند و این موقعیت را به دست آورد که یک بار که شاه ایران با خدم و حشم ۱۲۰۰ نفره‌اش برای تفریح عازم کوه و صحرا می‌شود، همراهشان برود. هدین همچنین از بلندترین کوه ایران، دماوند هم بالا رفته‌است.
هدین در سپتامبر ۱۸۹۰ از طریق مسیر کاروان‌ها از تهران راهی مشهد شد و از آن‌جا به عشق‌آباد، سمرقند و بخارا و در نهایت شهر کاشغر در چین رسید. در آن شهر، هدین با پتروسکی سرکنسول روسیه طرح دوستی ریخت و از مهمان‌نوازی و توصیه‌های او بهره برد. او بعدها بارها به کاشغر بازگشت و از آن شهر به عنوان پایگاهی برای سفرهای بعدی‌اش استفاده کرد.
هدین در مارس ۱۸۹۱ بار دیگر به استکهلم برگشت و بلافاصله کتاب «نمایندگان شاه اسکار به شاه پارس» را نوشت که در پاییز ۱۸۹۱ منتشر شد و سپس «سفری به خراسان و ترکستان» را به رشته تحریر درآورد که در پاییز ۱۸۹۲ به چاپ رسید. در سال‌های بعد او برای کسب درآمد سخنرانی می‌کرد و برای روزنامه‌های سوئدی و خارجی مقاله می‌نوشت. در آوریل ۱۸۹۲ به برلین رفت تا در درس‌های ریختهوف شرکت کند و بعدها به شهر هاله رفت، جایی که رسالهٔ دکترایش را در مورد سفرش به کوه دماوند نوشت.

## سفر به افغانستان
هدین در سفرها و تحقیقات خود، به مناطق مختلف افغانستان نیز سفر کرد و در کتاب‌های خود، گزارش‌هایی از جغرافیای افغانستان، مردم، فرهنگ و تاریخ این کشور ارائه داده است.
- ۱۸۹۰ (۱۲۶۹)، سفری به مناطق شمالی افغانستان انجام داد و از آنجا گزارش‌هایی را تهیه کرد.
- ۱۸۹۵ (۱۲۷۴)، سفری به ولایت هرات افغانستان انجام داد و در آنجا به بررسی وضعیت مردم و مناطق کوهستانی پرداخت.
- ۱۹۰۲ (۱۲۸۱)، سفری به ولایت قندهار افغانستان انجام داد و از آنجا گزارشی را منتشر کرد.

## نوشتارهای وابسته
- آلفونس گابریل